# Андронім
Андро́нім (грец.) — вид антропоніма: іменування жінки за іменем, прізвищем чи прізвиськом її чоловіка (наприклад, Долинюк — Долинючка, Горобець — Горобчиха, Онофрійчук — Онофрійчучка, Тимошенко — Тимошенчиха). Інша назва — марито́нім.

## Загальні відомості
Звичай називати дружину за її чоловіком загальнослов'янський. Проте, як зазначає Павло Чучка, засоби творення андронімів, набір андронімічних формантів і валентність кожного з них у різних мовах і діалектах не однакові.
У говорах української мови вживається 10 суфіксів для творення андронімів: -иха, -ка, -янка, -иня, -аня, -уля, -ова, -овка, -ина, -а.
Не однакове і місце андронімів у лексичному складі різних мов і періодів їх історичного розвитку. У староукраїнській мові вони вільно використовувалися в усіх стилях. У сучасній українській мові андроніми в офіційному вжитку не використовуються. Ономасти кваліфікують їх як особливий вид прізвиськ.
У західнослов'янських і низці інших мов світу відпрізвищеві андроніми виконують роль жіночих прізвищ.

## Андроніми в епістолярному стилі
Наталя Журавльова в статті про етикетно-ввічливі гоноративи «пані», «панно» в епістолярному стилі 19 — початку 20 століття зазначає : «Формула ввічливості набуває розмовного відтінку, якщо до її складу, крім лексеми пані, входить андронім, тобто особова жіноча назва, утворена за прізвищем чоловіка. У листах найчастіше вживаються прикметникові суфіксальні утворення жіночих найменувань на -ова». Дослідниця наводить такі приклади:
- «…я проситиму студента Устименка (його добре знає пані Грінченкова) забігти до Вас…» (Климент Квітка до Сергія Єфремова);
- «Підіть, будьте ласкаві, до пані Франкової, і візьміть у неї моє оповідання…» (Леся Українка до Осипа Маковея);
- «Мені пані Гнатюкова писала, що у Володимира Михайловича був вибух крові…» (Михайло Могилянський до Михайла Коцюбинського).

Наталя Журавльова підкреслює, що андроніми, виражені іменниковими суфіксальними словоформами на -иха, трапляються в епістолярних текстах рідше: «Рівночасно й пані Кулішиха, що знайома з Шаховським, й собі удалася до нього з листом» (Михайло Коцюбинський до Панаса Мирного).

## Приклади андронімів в українській літературі
В українській літературі засвідчено чимало прикладів андронімів:
- Терпелиха від Терпила («Наталка Полтавка» Івана Котляревського),
- Лимериха від Лимаря («Лимерівна» Панаса Мирного),
- Кайдашиха від Кайдаша («Кайдашева сім'я» Івана Нечуя-Левицького),
- Грициха від Гриця («Розмови по дорозі до себе» Івана Кошелівця).